# Stiftstidende
Stiftstidende, i daglig tale oftest blot Stiften, er det fælles navn for lokale dagblade i stiftsbyerne Aalborg, Århus og Odense. Oprindeligt havde også Ribe og Viborg en Stiftstidende. Politisk har aviserne alle været af borgerlig og overvejende konservativ observans, men er i dag partipolitisk uafhængige.
Ældst er Aalborg Stiftstidende (senere med fornavnet Nordjyske), der udkom første gang i 1767. I 1772 fulgte Fyens Stiftstidende efter. I 1773 kom Viborg Stiftstidende på gaden og i 1786 grundlagdes Ribe Stiftstidende (senere JydskeVestkysten). I 1794 kom Århus Stiftstidende til. Haderslev Stiftstidende var desuden navnet på en avis, der udkom 1921-1929. Sjællands Stiftstidende udkom fra 1947-1958 – og havde som den eneste ikke sin hovedredaktion i en stiftsby.
Mens Nordjyske og Fyens Stiftstidende fortsat ejes af udgiverselskaber uden tilknytning til landets store bladhuse, er Århus Stiftstidende blevet opkøbt af Berlingske Media, der også ejer halvdelen af JydskeVestkysten.
I en årrække havde Aalborg, Fyens og Århus Stiftstidende sammen med JydskeVestkysten et samarbejde under navnet De 3 Stiftstidender og Jydske Vestkysten. Samarbejdet omfattede dels annoncer, dels redaktionelt stof, bl.a. gennem et nyhedsbureau, der leverede meget af indlandsstoffet. I dag er samarbejdet ophørt. Nordjyske og Fyens Stiftstidende havde dog nogle år et redaktionelt samarbejde, der bl.a. indebar en fælles Christiansborg-redaktion.